# 马尔塞 (奥恩省)
马尔塞（法語：Marcei，法語發音：[maʁsɛ] ⓘ）是法国奥恩省的一个旧市镇，位于该省中部，属于阿让唐区。2015年1月1日，马尔塞和相邻的另外3个市镇合并为新市镇布瓦尚普雷（Boischampré）。

## 地理
马尔塞（48°39'47"N, 0°2'41"E）面积11 平方千米，位于法国诺曼底大区奧恩省，该省份为法国西北部内陆省份，北起顺时针与卡爾瓦多斯省、厄尔省、厄尔-卢瓦省、萨尔特省、马耶讷省和芒什省接壤。
与马尔塞接壤的市镇（或旧市镇、城区）包括：圣卢瓦耶德尚、蒙梅雷。
马尔塞的时区为UTC+01:00、UTC+02:00（夏令时）。

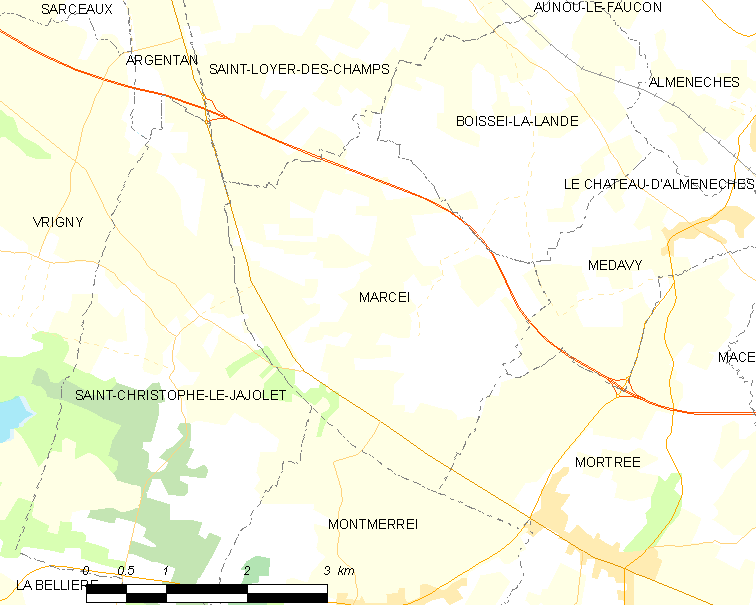
马尔塞的OSM定位图

## 行政
马尔塞的邮政编码为61570，INSEE市镇编码为61249。

## 政治
马尔塞所属的省级选区为阿让唐第一县。

## 人口

1962-2008年间马尔塞人口变化图示

马尔塞于2018年1月1日时的人口数量为208人。